# Yksipuinen (ö i Norra Savolax, Norra Savolax, lat 63,14, long 26,47)
Yksipuinen är en ö i Finland. Den ligger i sjön Nilakka och i kommunen Keitele i den ekonomiska regionen  Övre Savolax ekonomiska region  och landskapet Norra Savolax, i den centrala delen av landet, 300 km norr om huvudstaden Helsingfors. Öns area är 0,4 hektar och dess största längd är 180 meter i öst-västlig riktning.